# Hyperoplus immaculatus
Hyperoplus immaculatus es una especie de peces de la familia Ammodytidae en el orden de los Perciformes.

## Morfología
Los machos pueden llegar alcanzar los 35 cm de longitud total.

## Distribución geográfica
Se encuentra desde todas las costas de las islas británicas y del Canal de la Mancha hasta el mar Cantábrico.